# Monterrubio de la Demanda
Monterrubio de la Demanda település Spanyolországban, Burgos tartományban. Monterrubio de la Demanda Barbadillo de Herreros, Canales de la Sierra, Huerta de Arriba és Valle de Valdelaguna községekkel határos. Lakosainak száma 56 fő (2024).

## Népesség
A település népessége az utóbbi években az alábbiak szerint változott:
| Lakosok száma | 94   | 100  | 91   | 78   | 70   | 61   | 64   | 56   | 58   | 56   |
|               | 2001 | 2004 | 2006 | 2009 | 2011 | 2014 | 2016 | 2019 | 2021 | 2024 |